# Isla Diego de Almagro
L'isla Diego de Almagro (conosciuta anche come Isla Cambridge) è un'isola del Cile meridionale nell'oceano Pacifico. Appartiene alla regione di Magellano e dell'Antartide Cilena, alla provincia di Última Esperanza e al comune di Natales. Fa parte dell'arcipelago di Hanover.
L'isola porta il nome del condottiero spagnolo Diego de Almagro.

## Geografia
L'isola Diego de Almagro si trova nella parte sud-occidentale dell'arcipelago; si affaccia ad ovest sul Pacifico e a sud sullo stretto di Nelson. È situata ad ovest dell'isola Jorge Montt. L'isola ha una forma irregolare ed è solcata da molte insenature e fiordi. La sua superficie è di 375,6 km² e ha uno sviluppo costiero di 235,2 km; misura circa 24 miglia di lunghezza per 8 nel punto di massima larghezza.